# Maagdenbergsmolen
De Maagdenbergsmolen is een verdwenen, door wind aangedreven korenmolen in de Nederlandse plaats Venlo. De molen bevond zich op het hoogterras, in een buurt die 'Onder den Berg' werd genoemd, de latere wijk Maagdenberg. 
De molen, een kastmolen op vier poten, werd in 1852 als noodhulp gebouwd door de molenaars M. Michiels en M. Andriessen. De eerste was molenaar in de Picardie en bij de Looihof, de tweede was molenaar in 't Panhuis. De molen heeft dienst gedaan tot 1864.
Benders Molen · Bovenste Molen · Distelmolen · Geërfdenmolen · Molen van Geurts · Goofersmolen · Goossensmolentje · Hellmolen · Holtmeule · Italiëmolen · Jansens Standerdmolen · Laaghuismolen · Lohofsmolen · Maagdenbergsmolen · Maalbekermolen · Molen van het Aldt Huys · De Meule · Munnikemolen · Oliemolen · Onderste Molen · Ottenmolen · Panhuismolen · Patersmolen · Peetersmolen · Picardiemolen · Polvermolen · Sint-Antoniusmolen · Spanjaertsmolen · Stadsmolen · Molen van Van der Steen · Rijstpelmolen Van Dinteren · Rosmolen Verzijl · Villegerveldsmolen · Watermeule · Watermolen Lomm · Weizemolen · Wymarse Molen